# آژانس ایمنی هوانوردی اروپا

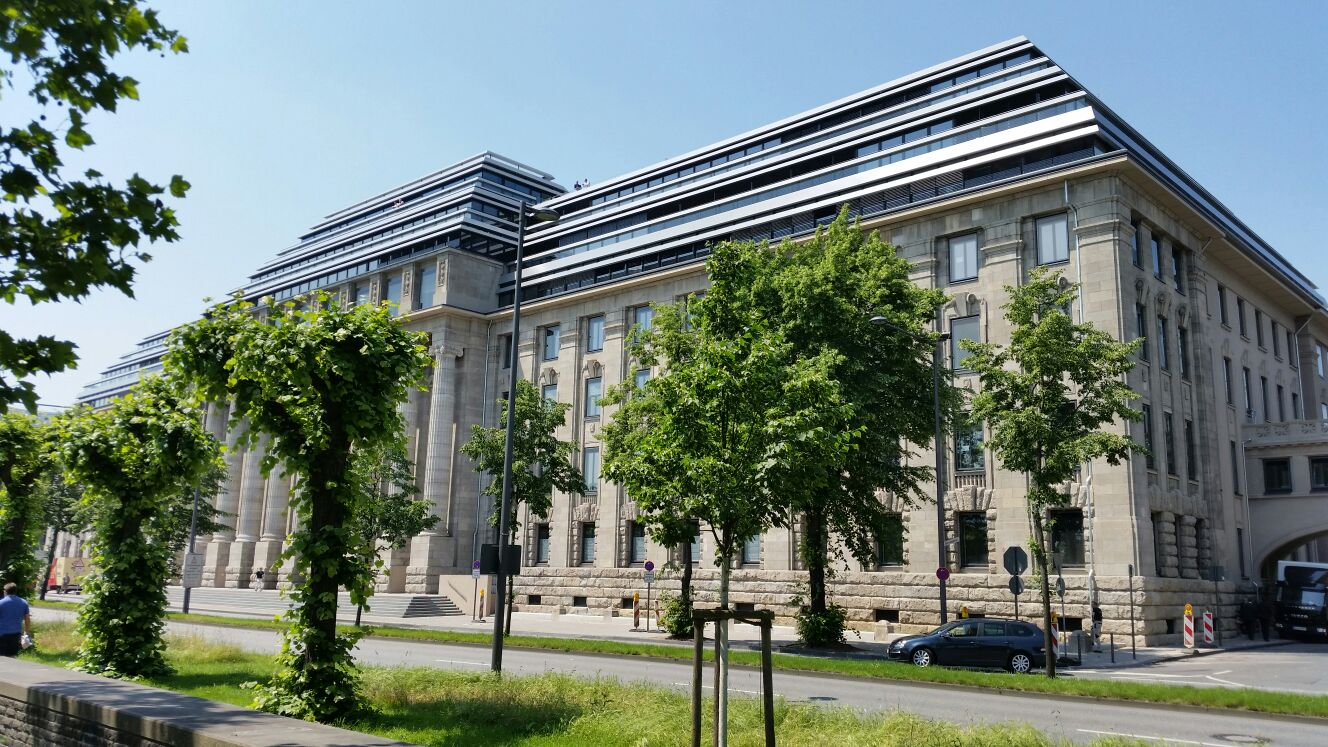
EASA Direktion، اداره مرکزی آژانس ایمنی هوانوردی اروپا در کلن آلمان

آژانس ایمنی هوانوردی اروپا (EASA) به عنوان یک سازمان تخصصی تحت نظر اتحادیه اروپا با هدف تنظیم مقررات و اجرای قوانین در زمینه ایمنی هوانوردی غیرنظامی در ۱۵ ژوئیه ۲۰۰۳ میلادی تشکیل شده‌است که مقر آن در شهر کلن کشور آلمان قرار دارد. این آژانس در سال ۲۰۰۸ میلادی با اصلاح و تکمیل مقررات ایمنی هوانوردی توانست از سازمان‌های مشترک هوانوردی (Joint Aviation Authorities) پیشی بگیرد. کشورهای عضو انجمن تجارت آزاد اروپا (EFTA) ملزم به مشارکت در این سازمان شده‌اند.
مسئولیت آژانس ایمنی هوانوردی اروپا (EASA) شامل بر تجزیه و تحلیل و پژوهش در مبحث ایمنی، صدور مجوزهای لازم به اپراتورهای خارج از آژانس، ارائه مشاوره جهت تهیه پیش نویس، پیاده‌سازی و نظارت بر اجرای قوانین ایمنی هوانوردی اتحادیه اروپا (از جمله بازرسی در کشورهای عضو) اعطای گواهینامه بر حسب نوع هواپیما و قطعات مربوطه، تأییدیه سازمان‌های عضو در بخش طراحی، ساخت و تعمیر و نگهداری محصولات هوانوردی تعریف شده‌است.
با توجه به بخشی از قانون آسمان واحد اروپا ۲، وظایف بیشتری به آژانس داده شده‌است. به علاوه آژانس ایمنی هوانوردی اروپا (EASA) قادر به تأیید حریم هوایی بیش از سه عضو (Functional Airspace Blocks) خواهد بود.

## تفاوت‌ها با سازمان‌های مشترک هوانوردی (JAA)
یکی از تفاوت‌های میان آژانس ایمنی هوانوردی اروپا (EASA) با سازمان‌های مشترک هوانوردی (JAA) این است که آژانس ایمنی هوانوردی اروپا مسئول قانونی تنظیم مقررات و اجرای قوانین در اتحادیه اروپا (از طریق تصویب کمیسیون اروپا، شورای اتحادیه اروپا و پارلمان اتحادیه اروپا) می‌باشد در حالی که بسیاری از قوانین مصوب نظارتی در سازمان‌های مشترک هوانوردی به صورت مستقل وضع شده‌اند. همچنین، برخی از کشورهای عضو سازمان‌های مشترک هوانوردی مانند ترکیه که خارج از اتحادیه اروپا تعریف شده‌اند نیز به صورت داوطلبانه، قوانین وضع شده آژانس ایمنی هوانوردی اروپا را پذیرفته و از روش‌های آن پیروی می‌کنند.

## اعضاء
اعضاء آژانس ایمنی هوانوردی اروپا (EASA) کشورهای عضو اتحادیه اروپا هستند. به علاوه، کشورهایی که عضو انجمن تجارت آزاد اروپا یعنی لیختن اشتاین، نروژ، سوئیس و ایسلند (ملزم به اجرای قوانین ماده ۶۶) نیز از اعضاء ناظر هیئت مدیره (بدون حق رأی) هستند. همچنین روابط متعدد کاری با سایر کشورها نیز وجود دارد.